# Origine preferenziale
Per origine preferenziale si intende il riconoscimento di uno status specifico a una merce proveniente dall'estero; questa condizione "preferenziale" è necessaria per ottenere benefici daziari all'importazione (riduzione dell'importo dovuto/esenzione totale), abolizione dei divieti quantitativi/contingentamenti).
La designazione di origine è totalmente separata e disgiunta dalla provenienza della merce stessa; una merce fabbricata nella nazione "A" non cambia origine attraversando la nazione "B", neppure quando in quest'ultima vengono espletate operazioni doganali di importazione e liquidate le imposte relative.
I requisiti da soddisfare per ottenere l'originale preferenziale variano sia in funzione delle singole voci doganali dei prodotti sia in funzione dei singoli accordi siglati dall'Unione europea con i vari stati esteri.
È chiaramente di origine preferenziale della nazione "A" qualsiasi materiale prodotto con materie prime e in fabbriche all'interno della nazione "A" stessa, può però ottenere l'origine preferenziale anche una merce di altro tipo, purché siano soddisfatti determinati requisiti.
A titolo esemplificativo e non esaustivo, il requisito da soddisfare affinché un prodotto goda della concessione dell'origine preferenziale, può essere:
- la riclassificazione della merce: il requisito viene soddisfatto se la lavorazione effettuata su un prodotto è tale da comportare l'attribuzione di una classificazione doganale completamente differente rispetto a quella del prodotto originario. Esempio: tessuto di origine della nazione "B", trasformato in abbigliamento nella nazione "A"-->origine preferenziale della nazione "A".
- del valore aggiunto
  - il requisito viene soddisfatto se il valore dei componenti non originari (originati nella nazione "B") utilizzati per realizzare il prodotto è inferiore a una certa percentuale, che dipende dal tipo di prodotto, calcolata sul prezzo franco fabbrica del prodotto, oppure
  - il requisito viene soddisfatto se il valore dei componenti non originari utilizzati per realizzare il prodotto è inferiore a una certa percentuale – più alta della precedente – e contemporaneamente è inferiore al valore dei componenti originari.

Specificatamente nei rapporti tra l'Unione europea e le nazioni con cui sono stati firmati degli accordi specifici di interscambio, l'origine preferenziale è garantita da un documento, il Certificato di circolazione EUR 1, emesso dall'azienda esportatrice e vidimato, previo controllo, dalle autorità doganali della nazione di esportazione; tale documento deve essere presentato alle autorità doganali del paese di destinazione per ottenere le agevolazioni previste.
Un'ulteriore semplificazione è costituita dalla possibilità di sostituire il suddetto certificato con un'autocertificazione da parte dell'esportatore; questa opportunità è però limitata ad un valore delle merci non superiore ai 6.000 Eur e la dichiarazione deve essere presentata con timbro e firma in originale, nonché compilata secondo una dicitura specifica prevista dalle autorità doganali.